# میرزا صالح آصف‌الدوله
میرزا صالح آصف‌الدوله دولت‌مرد و سیاستمدار دوره قاجار بود.
میرزا صالح از خاندان کلانتر باغمیشه و پدرش میرزا مهدی کلانتر تبریز بود. در سال ۱۲۷۰ قمری متولد شد. در سال ۱۳۰۰ قمری آجودان مظفرالدین میرزا ولیعهد شد. در سال ۱۳۱۰ قمری لقب معتمدالدیوان گرفت و در سال ۱۳۱۳ قمری بیگلربیگی تبریز شد. در سال ۱۳۲۰ قمری به حکومت قزوین رسید و تا سال ۱۳۲۴ در این مقام باقی بود. پس از آن به تناوب حکومت گیلان و زنجان را داشت ودر سال 1326 قمری به حکومت تهران درآمد،  نهایتاً در سال ۱۳۴۸ قمری در تهران درگذشت. آصف‌الدوله در سال ۱۳۰۶ قمری با قمرتاج خانم امیرالحاجیه دختر ساعدالملک و منورالسلطنه ازدواج کرد و صاحب چهار فرزند به نام‌های حسنعلی‌خان اعتبارالدوله، جهانگیرخان سهام‌السلطنه، احمدخان سالار اکرم و الفت‌الدوله شد. از آنجایی که فرزندان میرزا صالح از طرف مادرشان به امیرکبیر نسب می‌بردند، امیرکبیریان را برای خود انتخاب کردند. و از طرف پدری نام خانوادگی کلانتری، را نیز برای خود انتخاب کردند.